# Dissostichus
Dissostichus è un genere comprendente 2 specie di pesci d'acqua salata appartenenti alla famiglia Nototheniidae.

## Distribuzione e habitat
Questi pesci sono diffusi nei Mari antartici e nelle acque confinanti del Pacifico e dell'Atlantico meridionale.

## Descrizione
Presentano un corpo allungato ma tozzo, non compresso ai fianchi, con testa grossa e arrotondata, ampie mascelle prominenti e pinne robuste. 

Entrambe le specie superano i 200 cm di lunghezza.

## Pesca
Entrambe le specie sono ampiamente pescate e commercializzate per l'alimentazione umana.

## Specie
Al genere appartengono 2 specie:
- Dissostichus eleginoides
- Dissostichus mawsoni